# 吉隆坡国际机场2号航站楼站
吉隆坡国际机场二号航站楼站位于马来西亚雪兰莪州雪邦市吉隆坡国际机场，于2014年5月2日和吉隆坡第二国际机场（klia2，现称吉隆坡国际机场二号航站楼）同时开放运营。

## 车站概要
本站设在吉隆坡国际机场二号航站楼的综合大厦的二楼（Gateway@KLIA商场），其中设有230尺长的岛式站台、升降机、验票闸门及售票及办公范围。车站形式为岛式站台，站台A往机场快铁，而站台B则往机场支线。
机场快铁延伸线于2011年7月15日开始建造，并预期在2012年10月31日完工。然而该线路迟至2013年9月28日才完工，并在2014年4月14日获得陆路公共交通委员会发出同意延伸快铁的执照。最终本站与吉隆坡第二国际机场（KLIA2）同时于2014年5月2日开放，成为两条机场铁路的新南端终点站。

## 列车服务
以下为吉隆坡国际机场二号航站楼站提供的列车服务：
- 6吉隆坡机场快线
  - 需要33分钟到达吉隆坡中央车站[1]。
- 7吉隆坡机场支线
  - 需要39分钟到达吉隆坡中央车站（途中停留4站）[1]。